# 후안 알론소
후안 아델라르페 알론소(스페인어: Juan Adelarpe Alonso; 1927년 12월 13일, 바스크 지방 온다리비아 ~ 1994년 9월 8일, 바스크 지방 온다리비아)는 후아니토 알론소(스페인어: Juanito Alonso)로도 알려진 스페인의 전 축구 선수로, 레알 마드리드에서 골키퍼로 활약하였고, 1955-56 시즌, 1956-57 시즌, 그리고 1957-58 시즌의 유러피언컵 우승 주역이다. 그는 스페인 국가대표팀 경기에 2번 출전하기도 했다. 또한 알론소는 1954-55 시즌 트로페오 리카르도 사모라의 주인공이 되기도 하였다.

## 수상

### 클럽
레알 마드리드
- 라 리가: 1953–54, 1954–55, 1956–57, 1957–58
- 유러피언컵: 1955–56, 1956–57, 1957–58, 1958–59, 1959–60

### 개인
- 트로페오 리카르도 사모라: 1954–55